# Oxyrhopus rhombifer
Oxyrhopus rhombifer là một loài rắn trong họ Rắn nước. Loài này được Duméril, Bibron & Duméril mô tả khoa học đầu tiên năm 1854.